# Сайид Ахмад-бий
Саид-Ахмед (Шидак по русским летописям, Сидахмет по ногайским источникам) (ум. после 1551) — мангытский вождь, один из сыновей, бия Ногайской орды Мусы. Родной, младший брат Алчагира от второй жены Мусы (согласно эпосу). Бий Ногайской Орды по разным источникам в 1521—1549, 1532—1549 или 1542—1549 годах.

## Как ногайский мирза
В первые годы после смерти своего отца, в условиях междоусобной борьбы между наследниками власти, Саид-Ахмет, не играл существенной самостоятельной роли, или она не нашла отражения в достаточно скудныхисточниках. Известно, что он предлагал Василию III помощь в примирении с казанским ханом Мухаммед-Амином во время Казанско-русской войны 1505—1507 гг.
В 1508 году отправил великому князю московскому Василию III Ивановичу грамоту, из которой видно, что он имел достаточно большой авторитет среди прочих сыновей Мусы и выступает от их имени, заверяя Василия об их дружественном отношении, а также обещает унять тех младших братьев, которые совершают разбойничьи набеги на русские окраины. Он также сообщает, что одного из братьев Джан Мухаммеда они уже наказали за такие набеги. Известно также, что Василий отвечал Саид Ахмету, хотя текст письма и не сохранился.
В 1509 году когда Агиш призвал ногаев к походу на Крым, Саид Ахмет был в числе откликнувшихся на этот призыв. Эта затея закончилась полным поражением ногайцев, так как крымский калга Мухаммед Гирей смог нанести внезапный удар, когда ногайцы ещё только собирались в поход при переправе через Волгу.
Саид Ахмет поддерживал Алчагира в его борьбе с Шейх-Мухаммедом. В 1514 году во главе с Алчагиром вместе с Мамаем и Кель-Мухаммедом откликнулся на призыв астраханского хана Джанибека предлагавшего окончательно разгромить главного конкурента Алчагира Шейх-Мухаммеда. Джанибек тогда разгромил Шейх-Мухаммеда, не дождавшись ногайцев, чем вызвал их раздражение, так как ему досталось и имущество, и улусы побеждённого.
Когда около 1516 года Алчагир был разгромлен Шейх-Мухаммедом и ряд ногайских мирз искали прибежища у крымского хана Мухаммед Гирея, среди них был Саид Ахмет.
Весной 1519 года во время нашествия казахов ногайские улусы бежали на правый берег Волги. Шейх-Мухаммед, как бий ногаев сразился с казахами где-то около Астрахани. Тут же он был убит, но не казахами, а в Астрахани. Обстоятельство его гибели не известны, однако Саид Ахмет обрушился на обитавших в Астрахани потомков хана Ахмата и уничтожил семь султанов во главе с Музаффаром, возможно это была месть за убийство Шейх-Мухаммеда, а возможно месть за то, что астраханцы обирали ногаев при переправах, так как в том же сообщении говорится, что ногаи вернули отнятое у них имущество. Саид-Ахмет был среди ногайских беженцев в Бахчисарае, которые признали власть над ними крымского хана. Предположительно был среди ногайских вождей, которые после смерти Касима возглавили борьбу за изгнание казахов. По мнению Трепавлова в 20-х годах он был лидером борьбы с казахскими ханами на восточном фланге.

## После признания бием
Правителем Ногайской орды Саид Ахмет стал после Мамая, который был главой орды до конца 20-х годов. Формальный статус Мамая неизвестен, а также неизвестны обстоятельства его отстранения от власти, так как он продолжал жить и активно действовать и после 1530 года, но при этом ушёл на второй план в сравнении с Саид-Ахметом. Относительно дат правления Саид Ахмета мнения расходятся. Первое известное посольство от него, как от князя, прибыло в Москву в 1533 году. В документах посольства ничего не говорится о его вокняжении, можно подумать, что в Москве и раньше считали его князем. В. В. Трепавлов считает, что он был провозглашен бием на собрании мангытской знати в начале 1530-х годов. Мамай после его утверждения у власти кочевал в Поволжье на Западе Орды и вероятно был в оппозиции Саид Ахмету, хотя до открытого конфликта это не доходило. Саид Ахмет, видимо, не был беклярбеком при каком-то из чингизидов и не имел достаточно высокого статуса.
В марте 1535 года произошёл какой-то конфликт Саид-Ахмета с потомками Ямгурчи: сыновьями Агиша (то есть внуками Ямгурчи), сыном Ячгурчи Алачем и его детьми. Они отъехали в Астрахань, Саид Ахмет ожидал от них нападения, но был вынужден отъехать на восток для защиты от казахов. Потомки Ямгурчи с астраханской поддержкой заняли Сарайчик, жители которого обратились в бегство, но на защиту Сарайчика выступил Шейх-Мамай, на помощь которому Саид Ахмет послал легкую конницу. Потомки Ямгурчи отступили в Астрахань. Саид Ахмет стал собирать силы для похода на Астрахань.
20 апреля 1535 года Саид-Ахмет и его братья Шейх-Мамай и Хаджи-Мухаммед провели встречу, на которой планировали съезд ногайской знати. Официальной целью съезда была подготовка к походу на Астрахань, но фактически на нём планировали примирение вождей. Съезд первоначально планировался на 20 июня 1535 года. Но тут Саид Ахмет повёл себя неподобающим образом. Когда к нему прибыл московский посол Д. Губин с дарами для бия и знати, Саид Ахмет все подарки отобрал себе, а к послу приставил соглядатая. Это вывело из себя родичей бия. Шейх Мамай с Исмаилом вытравили своими табунами пастбища Саид Ахмета, от него отъехали многие ближние мирзы и даже собственные дети. В этой ситуации Саид Ахмет начал войну с Астраханью, надеясь, что жажда наживы примирит его с роднёй. Однако к месту сбора войск явились немногие.
Примирительный съезд ногаев состоялся весной-летом 1537 года на нём были приняты важные решения, устанавливающие основы ногайской государственности. Верховная власть в Орде закреплялась за Саид-Ахматом, его наследником объявлялся Шейх-Мамай. Беклярбеком при Саид Ахмате становился Хаджи Мухаммед. Мамаю предлагали стать наследником Хаджи Мухаммеда, но он отказался, возможно, он считал этот пост неподобающе низким. Тогда это место занял Юсуф. Титулатура в среде кочевой знати была не развита. Над ними тяготела традиция, по которым лидер должен быть беклярбеком, при каком-либо хане-чингизиде. Поэтому при многолетней фактической независимости они не воспринимались соседями, как равноправные правители. Фактически вместо традиционной для монгольских государств двухкрыльевой системы в Ногайской Орде образовался центр, руководимый Саид Ахметом, левое восточное крыло, возглавлял один из самых авторитетных лидеров Шейх-Мамай, а правое, западное, крыло возглавил Хаджи Мухаммед, однако фактически на западе неформальным лидером был Мамай, который дистанцировался от решений съезда. Новая расстановка сил потребовала новых титулов. Лидера правого западного крыла стали именовать нурадином в память Нур ад-Дина, а восточного левого — кековатом в память Кей-Кавада.
В середине 1530-х годов при участии Сеид-Ахмета сложилась антиказахская коалиция из Ногайской орды и государств, расположенных к югу от Казахстана. Казахстан в это время представлял существенную угрозу для Хорезма, Бухары и Ташкента. Правители этих государств часто враждовали, но по мнению В. В. Трепавлова, их обоюдная вражда не мешала им заключить отдельные договоры, направленные против казахских ханов. Инициаторами таких договоров видимо были южные государства, для которых казахские ханы представляли существенную угрозу, и которые были заинтересованы в военной поддержке ногаев. В 1535 году был установлен равноправный союзнический договор с хорезмским ханом и пытались наладить контакт с Бухарским ханом Убейдуллой б. Махмудом. В то же время к Саид-Ахмету прибыло посольство от правителя Ташкента Барака б. Сююнч-Ходжи, которое убеждало его напасть на казахов, так как те после разгрома южных соседей должны обратиться против ногаев. До ногаев дошли слухи о том, что казахам присоединилась часть ойратов. Мирзы левого крыла орды Шейх-Мамай, Юсуф и другие провели зиму на заставе за Яиком на реке Эмбе, ожидая нападения.
К лету 1536 года оформился антиказахский союз ногайской орды, Бухары и Хорезма. С Убейдулла-ханом антиказахское соглашение заключил один из правителей Моголистана Абд ар-Рашид. Видимо, летом 1537 года состоялось сражение казахов с ногаями, в котором казахи понесли сокрушительное поражение. Был убит хан Тугум бий Джадик бий Джанибек и ещё 37 султанов. О своём успехе в этой битве в посланиях к Ивану IV делились воспоминаниями, в частности, Хаджи-Мухаммед и Кель-Мухаммед. После этой битвы на казахский престол был возведён Хакк-Назар, который воспитывался в Ногайской орде у Шейх-Мухаммеда и до этих событий был ногайским наместником в Башкирии. Хакк-Назар, как чингизид, при этом стал ещё и номинальным сюзереном Ногайской орды.
Судя по косвенным данным около 1540 года Саид-Ахмед был свергнут Шейх-Мамаем. О самом конфликте источнике умалчивают, но начиная с этого года именно Шейх-Мамай называется везде правителем Ногайской Орды, вероятно Шейх-Мамая перестала удовлетворять вторая по значимости в орде должность кековата. Саид-Ахмет с сыновьями и детьми Мамая удалился в Среднюю Азию, откуда младшие мирзы совершали нападения на Ногайскую орду с целью угона скота, эти нападения сами по себе не играли существенной роли в политике, но в определённой мере сдерживали ногаев, как постоянный фактор опасности. Впрочем, Саид-Ахмет в этих нападениях не участвовал, возможно, уже в связи с возрастом. Последнее упоминание о Саид-Ахмете относится к 1551 году, когда ногайские вожди обсуждали, как им обороняться от него.